# Notiophilus substriatus
Artykuł ten został zgłoszony do umieszczenia na stronie głównej w rubryce „Czy wiesz”.
Pomóż nam go sprawdzić: oceń zgłoszoną nominację.
Notiophilus substriatus – gatunek chrząszcza z rodziny biegaczowatych i podrodziny leszowych. Zamieszkuje zachód i południe Europy, Azję Mniejszą i zachód Afryki Północnej.

## Taksonomia
Gatunek ten opisany został po raz pierwszy w 1833 roku przez George’a Roberta Waterhouse’a na łamach „The Entomological Magazine”. 

## Morfologia
Chrząszcz o ciele długości od 4,5 do 5,5 mm. Ubarwienie wierzchu ciała jest metalicznie mosiężne, czasem ze słabym połyskiem zielonkawym, przy czym w tylnej ćwiartce lub ⅓ każdej pokrywy dostrzec można żółtawą plamkę wierzchołkową. Punktowanie na całym wierzchu ciała jest drobne. Głowa ma stosunkowo słabo sklepione oczy i nie przekracza szerokością przedplecza. Powierzchnię nadustka rzeźbią nieregularne bruzdy i żeberka. Międzyrzędy pokryw są płaskie, niekiedy czwarty i szósty są wręcz nieco wgłębione. Zewnętrzne międzyrzędy są pokryte ziarnistą mikrorzeźbą (szagrynowaniem), zwłaszcza w przedniej części, i wskutek tego kontrastują z mającym lustrzany połysk międzyrzędem drugim, który to jest szerszy niż międzyrzędy od trzeciego do piątego razem wzięte i ponad trzykrotnie szerszy niż sam trzeci. Rządek przytarczkowy jest podwojony. Piąty międzyrząd w części nasadowej jest węższy niż sąsiadujące z nim grubo punktowane rzędy. Wierzchołki pokryw są osobno zaokrąglone. Odnóża są czarne, czasem z jaśniejszymi goleniami. U samca trzy człony stóp są lekko rozszerzone.

## Ekologia i występowanie

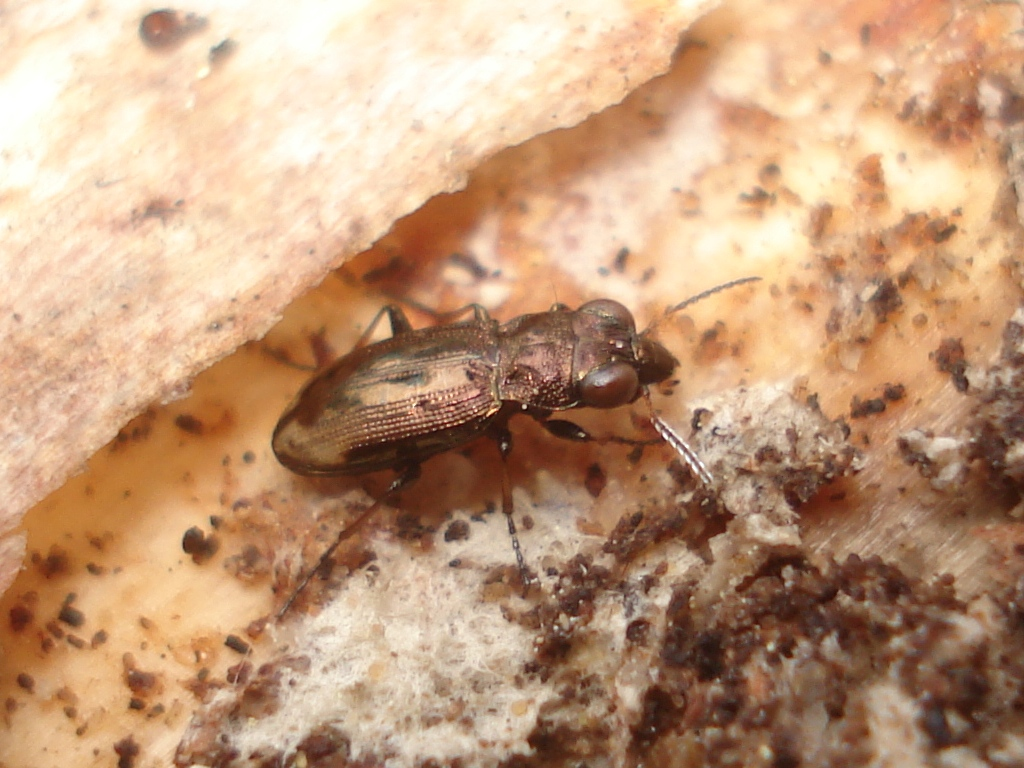
Imago w środowisku naturalnym

Owad ten zasiedla tereny otwarte, zwykle stosunkowo suche, w tym pola uprawne o dobrze przepuszczalnej glebie oraz pobrzeża wód stojących i wolno płynących.
Gatunek palearktyczny, rozmieszczony głównie w cieplejszej części europejskiej strefy umiarkowanej. Jego typ rozsiedlenia określany jest jako śródziemnomorski. Znany jest z Portugalii, Hiszpanii, Irlandii, Wielkiej Brytanii (w tym z Szetlandów, Szkocji, Walii i Anglii), Francji, Belgii, Holandii, Niemiec, Szwajcarii, Austrii, Węgier, Ukrainy, Włoch, Słowenii, Chorwacji, Bośni i Hercegowiny, Serbii, Czarnogóry, Macedonii Północnej, Albanii, Grecji, Bułgarii, europejskiej i anatolijskiej części Turcji oraz Maroka. W całej Europie jest owadem rzadkim, sporadycznie spotykanym.